# لياونينغ
| 辽宁省 = Liáoníng Shěng الاسم المختصر: 辽 = Liáo |                                                                                 |
| تبدو مقاطعة خبي باللون المغاير في هذه الصورة     |                                                                                 |
| أصل التسمية                                      | 辽 = liáo = اسم منطقة 宁 = níng = هادئ "لياو الهادئة"                           |
| نظام الإدارة                                     | مقاطعة                                                                          |
| العاصمة                                          | شنيانغ                                                                          |
| رئيس لجنة الحزب الشيوعي الصيني لـ"خبي"           | باي كيمنغ                                                                       |
| الحاكم                                           | جي يونشي                                                                        |
| المساحة                                          | 145,900 كلم² (الـ21)                                                            |
| السكان (2002) - الكثافة السكانية                 | 42,030,000 (الـ14) 288/كلم² (الـ14)                                             |
| الناتج المحلي الخام (2002)                       | 545.8 مليار ¥ (الـ8)                                                            |
| أهم القوميات (2000)                              | الهان - 84% مانتشو - 13% المنغوليون - 2% هوي - 0.6% الكوريون - 0.6% شيبي - 0.3% |

مقاطعة لياونينغ (بالـصينية: 辽宁省 = Liáoníng Shěng): تقع في جنوب منطقة شمال شرقي الصين، تواجه البحر الأصفر وبحر بوهاي، وتجاور جمهورية كوريا الديمقراطية الشعبية شرقا. مساحتها أكثر من 150 ألف كيلومتر مربع، عدد السكان 42,1 مليون نسمة، عاصمتها شنيانغ.

## الموارد
تنتشر في وسط وشمال المقاطعة زراعة الحبوب الغذائية، كما تشتهر المناطق الجبلية في الشرق بغاباتها ومنتجتها من العقاقير الطبية. يقوم أهل مناطق الشمال الغربي بتعاطي مهنة تربية المواشي، كما أن الفواكه تعد من أهم المحاصيل الزراعية فيها. تشكل المنتجات البحرية المورد الأول في شبه جزيرة لياودونغ. ونظرا لأنها تطل على بحر بوهاي وبحر هوانغهاي. تمتلك المقاطعة موارد بحرية وسياحية كبيرة، وتعمل الحكومة المحلية على تطوير هذين القطاعين.

## الصناعة
تقع المقاطعة في منطقة المعادن للمحيط الهادي، لذلك تمتلك كمية لا بأس بها من المعادن الحديدية والمعادن غير الحديدية والطاقة التي تحتاج إليها الصناعة الحديثة والصناعة الكيماوية والمواد غير المعدنية ومواد البناء وغيرها من 5 أنواع رئيسية من الموارد المعدنية وغير المعدنية.
تعتبر مقاطعة لياونيغ إحدى القواعد الصينية للصناعة الثقيلة والمواد الخام، ويبلغ عدد المؤسسات العمومية - الكبيرة والمتوسطة- بها عُشر عدد المؤسسات العمومية في الصين. التعدين والماكينات والبترول والصناعة الكيماوية ومواد البناء هي الصناعات الركائزية للمقاطعة، والمنتجات الميكانيكية والكهربائية من منتجات الصادرات الرئيسية، والصناعة الإلكترونية من الصناعات الناهضة فيها.

## التجمعات الحضرية
لياونينغ إحدى المقاطعات الصينية ذات المستوى العالي نسبيا للتمدين في الصين، يتواجد بها تجمعين حضريين:
- التجمع الأول ومركزه مدينة شنيانغ عاصمة المقاطعة، وتجوارها مدن آنشان وفوشون وبنشي وغيرها من مجموعة مدن وسط لياونينغ. المسافة بين المدن في مجموعة وسط لياونيغ أقل من 70 كم، تنتشر المدن الصغيرة والبلدات حول المدن الرئيسية؛
- التجمع الثاني يقع جنوب لياونانغ وعلى الساحل ومركزه مدينة داليان ويضم مدينتا داندونغ وينكو. تتجمع في هاتين المجموعتين كل المدن الكبيرة والمتوسطة بالمقاطعة وعدد كبير من المؤسسات الصناعية الكبيرة، فهي أكبر قاعدة للصناعة الثقيلة في الصين، كما أنها منطقة كثيفة علميا وتكنولوجيا وذات مواصلات ومعلومات جيدة.

مدينة داليان إحدى المدن الساحلية المينائية المنفتحة الرئيسية، وأكبر مركز لتصفية الحسابات بالعملات الأجنبية في شمال شرقي الصين وقاعدة صناعية هامة. المسافة بينهما نحو 400 كم، وتشكل شريط صناعات التكنولوجيا العالية والحديثة على جانبي طريق شن- دا السريع الذي يربط بينهما، يتجمع فيه عدد كبير من الشركات. مدينة أنشان مدينة مشهورة بالحديد والصلب في جنوب أواسط لياونيغ. ومدينة فوشون مدينة صناعية هامة للفحم في وسط لياونيغ. مدينة بنشي مدينة مشهورة بإنتاج فحم الكوك والفحم المنخفض الفسفور والمواد الفولاذية الممتازة في أواسط لياونينغ. وتجمع جنوب لياونيغ للمدن هي بوابة الصين الشمالية الشرقية إلى البحر.
وهذه قائمة بأهم المدن في المقاطعة:
- شنيانغ (العاصمة)
- داليان
- آنشان
- داندونغ
- ينكو
- بانجين